# کلم بالا
کُلْم بالا، روستایی در دهستان کلم بخش مرکزی شهرستان بدره در استان ایلام ایران است. این روستا، مرکز دهستان کلم است.

## جغرافیا
روستای کلم بالا در فاصله ۳۰ کیلومتری شمال غربی شهر بدره و ۱۲۰ کیلومتری جنوب شرقی شهر ایلام قرار گرفته‌است.
این روستا که در میان کوه‌ها و ارتفاعات کبیرکوه در یک دره سرسبز واقع شده، اقلیمی معتدل و کوهستانی دارد و آب و هوای آن در فصول بهار و تابستان معتدل و مطبوع و در زمستان سرد است. وجود باغات، گونه‌های مختلف گیاهی و رودخانه پرآبی که از دامنه کبیرکوه سرچشمه می‌گیرد، به این منطقه زیبایی طبیعی بخشیده‌است.
زمان سفر به این روستا تمامی فصول سال و به ویژه فصل تابستان است و عمده بازدیدکنندگان آن از اهالی شهرهای استان هستند.

## پیشینه
روستای کلم قدمت طولانی سکونت انسانی دارد؛ بررسی آثار باقی مانده از جمله قلعه و آتشکده کلم، احتمال قدمت و سابقه تاریخی روستا را به دوران مادها افزایش داده‌است. بقعه جابربن انصاری و محوطه امامزاده نظام‌الدین و تاج‌الدین نیز در نزدیکی روستا واقع شده‌اند. مردم روستای کلم به زبان کردی سخن می‌گویند.
در نزدیکی چشمه زلال کلم که از شمال کبیرکوه سرچشمه می‌گیرد، چندین مرکز پرورش ماهی احداث شده‌است. در اطراف این چشمه، باغات انبوه و گسترده‌ای وجود دارد. در این روستا علاوه بر مناظر طبیعی آثار تاریخی نیز وجود دارد.
رودخانه پرآب کلم که از ارتفاعات شمالی کبیرکوه سرچشمه می‌گیرد، پس از آبیاری باغ‌ها و زمین‌های پایین‌دست، به رودخانه سیمره می‌پیوندد. در حاشیه جنوبی رودخانه کلم و در نزدیکی روستا، تپه نسبتاً بلندی وجود دارد که در بالای آن آثاری از قلعه قدیمی مربوط به دوره ساسانی به جا مانده‌است. مصالح به کار رفته در ساختمان این قلعه از سنگ و گچ است و در نزدیکی تپه، بنای آتشکده‌ای مربوط به همان دوران وجود دارد.

## جمعیت
بر پایه سرشماری عمومی نفوس و مسکن در سال ۱۳۹۵، جمعیت این روستا برابر با ۷۰۲ نفر (۱۸۶ خانوار) بوده‌است.